# Simposio (reunión)
Un simposio es un compendio 
de expertos en el que se expone y desarrolla un tema de forma completa y detallada, enfocándolo desde diversos ángulos a través de intervenciones individuales, breves, sintéticas y de sucesión. El auditorio formula preguntas y dudas que los expertos aclaran y responden, con el pasar de un tiempo adecuado a 2 horas.
Técnica formal de discusión pública, en la cual un grupo de expertos presentan un tema ante un público. De 3 a 6 integrantes plantean diferentes aspectos de un problema. Cada experto dura de 15 a 20 minutos. Se permite la intervención del público para que pregunte sobre el tema.
Puede ser confundido con una mesa redonda de debate. La diferencia está en que, en el simposio, los especialistas exponen ideas apoyadas en datos empíricos generados por investigaciones, mientras que una mesa redonda, es solo un debate sin mayor apoyo empírico.
El simposio es una actividad en la cual un grupo selecto de personas expertas en determinadas ramas del saber exponen diversos aspectos o problemáticas sobre un tema central ante un auditorio durante un tiempo.
Los ponentes son las personas que se encargan de exponer sus conocimientos en un simposio. Generalmente se trata de un grupo pequeño de expertos o académicos con diferentes puntos de vista y conocimientos particulares. Los ponentes no entran en polémica, sino que participan con el fin de aportar sus conocimientos acerca del tema que se trata en la reunión.